# Pečeť státu Washington

Pečeť státu Washington

Pečeť Washingtonu, jednoho z federálních států USA, byla navržena a nakreslena, ještě před přijetím Washingtonu do Unie v roce 1889, Charlesem Talcottem a Gilbertem Stuartem.

## Popis
Pečeť zobrazuje portrét prezidenta George Washingtona na modrém kruhovém pozadí. Kolem modrého pole je žluté mezikruží nesoucí nápis: THE SEAL OF THE STATE OF WASHINGTON 1989 (česky Pečeť státu Washington 1889). Uvedený rok je rokem vstupu státu do Unie. 
Pečeť je rovněž ve středu vlajky státu Washington. 

## Historie
Původní pečeť státu měla zobrazovat přístav Tacoma, horu Mount Rainier, pšeničná pole a pastvu ovcí. Zlatník Charles Talcott argumentovali tím, že návrh je příliš složitý a rozhodl se vytvořit jinou pečeť. Nakreslil dva kruhy (první podle inkoustové lahve, druhý podle stříbrného dolaru) a do mezikruží vložil text "The Seal of the State of Washington". Do středu nalepil poštovní známku nesoucí obraz George Washingtona. Oficiální kresbu podle toho návrhu následně provedl Gilbert Stuart a pečeť byla zákonodárci přijata. 